# Diàtlivka
Diàtlivka (en (ucraïnès): Дятлівка) és un poble de la República Autònoma de Crimea a Ucraïna, que el 2014 tenia 6 habitants. Pertany al districte rural de Sovetski.